# Homidiana rosina
Homidiana rosina är en fjärilsart som beskrevs av Felder och Alois Friedrich Rogenhofer. Homidiana rosina ingår i släktet Homidiana och familjen Sematuridae. Inga underarter finns listade i Catalogue of Life.